# Hyundai
La Hyundai (in Hangŭl 현대) è una multinazionale sudcoreana fondata nel 1947. In Europa è conosciuta essenzialmente per la produzione di automobili.

## Storia
La Hyundai è una multinazionale della Corea del Sud, fondata da Chung Ju-yung (1915-2001). Figlio di un contadino, lasciò la famiglia all'età di 16 anni e svolse diversi lavori saltuari per sopravvivere: manovale, commerciante di riso e riparatore di auto.
La prima società "Hyundai" fu fondata nel 1947 come impresa di costruzioni edili. Oggi è attiva nelle costruzioni navali, ferroviarie, automobilistiche, nell'elettronica, nella finanza, nella logistica, nei trasporti e nella grande distribuzione. Il gruppo Hyundai ha subito una massiccia ristrutturazione, in seguito alla crisi finanziaria dell'est asiatico del 1997 e alla morte del fondatore nel 2001.
La Hyundai Motor Company è la società più conosciuta del gruppo, ed è, se considerato un gruppo unico con Kia Motors, il quarto produttore mondiale di automobili (ha superato Ford nel 2010). Costruisce autovetture utilitarie, berline, coupé e fuoristrada.
Hyundai Motor Company aveva già interessi nell'allora gruppo rivale Kia Motors a partire dal 1986; ha poi acquisito nel 1998, a seguito della crisi delle Tigri Asiatiche, una quota di maggioranza relativa del gruppo Kia, andato in bancarotta l'anno precedente.
Un'ex azienda del gruppo, la Hynix, è ai primi posti al mondo nel settore dei semiconduttori. Con il marchio Hyundai sono prodotti anche televisori, computer e lettori DVD.
Nel 2017, Hyundai Motors ha celebrato il suo 50º anniversario e 25 anni di presenza in Francia. Il 10 agosto 2020, il Gruppo annuncia la creazione di un nuovo marchio chiamato Ioniq, dedicato alle auto elettriche.
Nel giugno 2021, Hyundai completa l'acquisizione dell'80% di Boston Dynamics per quasi 1 miliardo di dollari. Con questa acquisizione, il 20% degli investimenti totali di Hyundai si concentrerà sulla robotica.
Nel 2022, Andrea Crespi nominato Presidente di Hyundai Italia.

## Attività
Da oltre 30 anni, la divisione elettronica del colosso coreano Hyundai si concentra sulla progettazione, l'ingegneria e la produzione di apparecchiature elettroniche. Hyundai Heavy Industries ha iniziato a produrre moduli e pannelli fotovoltaici nel 2005 e ha una capacità produttiva annuale di 300 MW, in costante crescita.